# Nikola Popović (calciatore)
Nikola Popović (in serbo Никола Поповић?; Bor, 31 maggio 1994) è un calciatore serbo, attaccante della Lokomotiv Tashkent.

## Carriera
Ha giocato nella prima divisione dei campionati serbo, montenegrino, armeno e lituano.

## Palmarès

### Club

#### Competizioni nazionali
- Prva Liga Srbija: 2

Napredak Kruševac: 2012-2013
Mladost GAT: 2021-2022